# Gojmanovac
Gojmanovac (izvirno srbsko Гојмановац) je naselje v Srbiji, ki upravno spada pod Občino Svrljig; slednja pa je del Niškega upravnega okraja.

## Demografija
V naselju živi 94 polnoletnih prebivalcev, pri čemer je njihova povprečna starost 67,1 let (64,8 pri moških in 69,4 pri ženskah). Naselje ima 49 gospodinjstev, pri čemer je povprečno število članov na gospodinjstvo 1,92.
Prebivalstvo je večinoma nehomogeno.
|  |

| Demografija | Demografija     | Demografija     |
| Leto        | Št. prebivalcev | Št. prebivalcev |
| ----------- | --------------- | --------------- |
|             |                 |                 |
|             |                 |                 |
|             |                 |                 |
|             |                 |                 |
| 1948        | 383             |                 |
| 1953        | 377             |                 |
| 1961        | 347             |                 |
| 1971        | 309             |                 |
| 1981        | 211             |                 |
| 1991        | 137             | 137             |
| 2002        | 94              | 94              |
|             |                 |                 |

| Etnična sestava po popisu iz leta 2002 | Etnična sestava po popisu iz leta 2002 | Etnična sestava po popisu iz leta 2002 | Etnična sestava po popisu iz leta 2002 | Etnična sestava po popisu iz leta 2002 |
| -------------------------------------- | -------------------------------------- | -------------------------------------- | -------------------------------------- | -------------------------------------- |
| Srbi                                   | Srbi                                   |                                        | 39                                     | 41,48%                                 |
| Neznano                                | Neznano                                |                                        | 55                                     | 58,51%                                 |